# Uvaria denhardtiana
Uvaria denhardtiana är en kirimojaväxtart som beskrevs av Adolf Engler och Friedrich Ludwig Diels. Uvaria denhardtiana ingår i släktet Uvaria och familjen kirimojaväxter. IUCN kategoriserar arten globalt som nära hotad. Inga underarter finns listade i Catalogue of Life.